# Zheng Qinwen
Zheng Qinwen (n. 8 octombrie 2002, Shiyan⁠(d), Republica Populară Chineză) este o jucătoare profesionistă de tenis din China. Cea mai bună clasare a carierei este locul 7 mondial, în ianuarie 2024. La vârsta de 19 ani a ajuns la prima ei finală WTA, devenind prima adolescentă chineză care a luptat pentru un titlu WTA la simplu. Zheng a câștigat cinci titluri WTA, un Challenger WTA și opt titluri ITF la simplu și a fost desemnată Revelația anului 2022 de către WTA. Cea mai bună performanță a ei la simplu la turneele majore este avansarea în finala de la Australian Open 2024.

## Cariera profesională

### 2023: Sferturi de finală la turneele WTA 1000, primele două titluri în circuitul WTA, top 15
Zheng a început sezonul cu o victorie în fața fostei jucătoare nr. 2 mondial, Anett Kontaveit, în prima rundă a turneului Adelaide International, salvând mingi de meci în setul al treilea pentru a triumfa în tiebreak în ultimul set. A pierdut în fața Victoriei Azarenka în runda a doua, iar la Australian Open a ajuns în runda a treia.
La debutul său la Openul Italiei, ea le-a învins pe Alizé Cornet, Anna Bondár și compatrioata Wang Xiyu, ajungând pentru a doua oară în carieră în sferturile de finală ale unui turneu WTA 1000 și pentru prima dată în sferturile de finală la nivel de turneu pe zgură. Ca urmare, a ajuns pe locul 19 în clasamentul WTA, devenind a cincea jucătoare chineză care a intrat vreodată în top 20 – primele patru în ordinea celor mai bune clasări din carieră au fost Li Na (nr. 2), Wang Qiang (12), Peng Shuai (14) și Zheng Jie (15). La Roland Garros, ca a 19-a favorită, a învins-o pe Tamara Zidanšek în prima rundă, înainte de a pierde în fața Iuliei Putințeva în runda a doua.
Sezonul de iarbă al lui Zheng a dat rezultate dezamăgitoare, ea pierzând toate cele trei meciuri de simplu pe care le-a jucat. La WTA German Open, ea a pierdut în fața Veronikăi Kudermetova, la Eastbourne International în fața Jessicăi Pegula, iar la Wimbledon, ca a 24-a favorită, a pierdut în fața Katerinei Siniaková.
Zheng a primit un wildcard pentru următorul său turneu de la Palermo. Ca a doua favorită, a învins-o pe Sara Errani în două seturi la zero, apoi le-a învins pe Diane Parry, Emma Navarro și Mayar Sherif pentru a ajunge în a doua sa finală la nivel de turneu, în care a învins-o pe Jasmine Paolini și a câștigat primul său titlu în circuitul WTA.
În calitate de cap de serie nr. 23, Zheng le-a învins pe Nadia Podoroska și Kaia Kanepi pentru a ajunge în runda a treia la US Open, înainte de a o învinge pe Lucia Bronzetti în trei seturi și de a intra în runda a patra la al doilea turneu major. Ea a învins-o pe Ons Jabeur, a cincea favorită, pentru a avansa până în primul ei sfert de finală la un turneu major, pierzând acolo în fața numărului 2 mondial și viitoare finalistă, Arina Sabalenka.
A cucerit al doilea titlu WTA pe teren propriu, la turneul WTA 500 de la Zhengzhou Open, învingând-o pe Barbora Krejcikova. După ce a ajuns în finala turneului WTA Elite Trophy 2023, unde a învins-o în semifinale pe compatrioata sa Lin Zhu, a intrat în top 15 în clasament.

### 2024: Semifinalistă la Australian Open, top 10
Ea a debutat la United Cup 2024 unde a înregistrat prima victorie pentru a obține egalitate cu Cehia. Echipa Chinei s-a calificat în sferturile de finală, dar a fost învinsă de viitoarea finalistă, echipa Poloniei.
La Australian Open 2024, a ajuns în primul sfert de finală la acest turneu major fără să înfrunte o jucătoare cap de serie, învingând-o pe compatrioata sa Wang Yafan în runda a treia și pe Océane Dodin în runda a patra, într-un meci de 59 de minute. Apoi a învins-o pe Anna Kalinskaia în trei seturi pentru a avansa pentru prima dată în semifinalele unui turneu de Grand Slam. A devenit a patra jucătoare chineză care a ajuns în semifinalele unui turneu major, după Zheng Jie, Li Na și Peng Shuai, a doua finalistă după Li Na în 2014, și a doua jucătoare din era deschisă care a ajuns în finala Australian Open învingând șase adversare nefiind cap de serie, după Sánchez Vicario în 1995. Ca urmare, a ajuns în top 10 în clasamentul de simplu, fiind a doua jucătoare chineză care a făcut acest lucru după Li Na.

## Statistici carieră

### Participarea la turnee de Grand Slam
| C | F | SF | QF | #R | RR | Q# | P# | DNQ | A | Z# | PO | Au | Ag | Br | NMS | P | NH |

#### Simplu
| Turnee de Grand Slam |     |     |      |     |        |       |     |
| Australian Open      | 2R  | 2R  | F    | 2R  | 0 / 4  | 9–4   | 69% |
| French Open          | 4R  | 2R  | 3R   |     | 0 / 3  | 6–3   | 67% |
| Wimbledon            | 3R  | 1R  | 1R   |     | 0 / 3  | 2–3   | 40% |
| US Open              | 3R  | QF  | QF   |     | 0 / 3  | 10–3  | 77% |
| Câștigat–pierdut     | 8–4 | 6–4 | 12–4 | 1–1 | 0 / 13 | 27–13 | 68% |

### Finale de Grand Slam

#### Simplu: 1 (1 finalistă)
| Rezultat | An   | Turneu          | Suprafață | Adversară       | Scor     |
| -------- | ---- | --------------- | --------- | --------------- | -------- |
| Pierdut  | 2024 | Australian Open | Hard      | Arina Sabalenka | 3–6, 2–6 |

### Meciuri pentru medalii de la Jocurile Olimpice

#### Simplu: 1 (medalia aur)
| Rezultat | An   | Turneu                  | Suprafață | Adversară   | Scor     |
| -------- | ---- | ----------------------- | --------- | ----------- | -------- |
| Aur      | 2024 | Jocuri Olimpice, Franța | Zgură     | Donna Vekić | 6–2, 6–3 |

## Legături externe
- Zheng Qinwen la Women's Tennis Association
- Profil ITF pentru Zheng Qinwen